# Rivacindela
Rivacindela is een geslacht van kevers uit de familie van de loopkevers (Carabidae). De wetenschappelijke naam van het geslacht is voor het eerst geldig gepubliceerd in 1973 door Nidek.

## Soorten
Het geslacht Rivacindela omvat de volgende soorten:
- Rivacindela aurifodina Sumlin, 1997
- Rivacindela avita Sumlin, 1997
- Rivacindela blackburni Sloane, 1906
- Rivacindela browni Sloane, 1913
- Rivacindela cardinalba Sumlin, 1987
- Rivacindela cibdela Sumlin, 1997
- Rivacindela collita Sumlin, 1987
- Rivacindela eburneola Sumlin, 1997
- Rivacindela gagei Sumlin, 1997
- Rivacindela gairdneri Freitag, 1979
- Rivacindela gillesensis Hudson, 1994
- Rivacindela hudsoni Sumlin, 1997
- Rivacindela igneicollis Bates, 1874
- Rivacindela igneicolloides Sumlin, 1992
- Rivacindela jungi Blackburn, 1901
- Rivacindela labyrintha Sumlin, 1997
- Rivacindela leucothrix Sumlin, 1997
- Rivacindela necopinata Sumlin, 1997
- Rivacindela nudohumeralis Sumlin, 1997
- Rivacindela ozellae Sumlin, 1987
- Rivacindela praecipua Sumlin, 1997
- Rivacindela pseudotrepida Sumlin, 1997
- Rivacindela saetigera Horn, 1893
- Rivacindela salicursoria Sumlin, 1987
- Rivacindela shetterlyi Sumlin, 1997
- Rivacindela trepida Sumlin, 1997
- Rivacindela trichogena Sumlin, 1997
- Rivacindela vannidekiana Sumlin, 1988
- Rivacindela velox Sumlin, 1987
- Rivacindela webbae Sumlin, 1997